# 中华石龙尾
中华石龙尾（学名：Limnophila aromatica），又名紫苏草或越南毛翁，为車前科石龙尾属下的一个种。